# Pagyda exalbalis
Pagyda exalbalis là một loài bướm đêm trong họ Crambidae.